# Breitensee (Gemeinde Gmünd)
Breitensee ist eine Ortschaft und eine Katastralgemeinde der Stadtgemeinde Gmünd im Bezirk Gmünd in Niederösterreich mit 185 Einwohnern (Stand 1. Jänner 2024).

## Geografie
Das Dorf liegt im Norden des Gemeindegebietes und an der Landesstraße L62, die im Norden unmittelbar am Ort vorbeiführt. Im Süden fließt die Lainsitz beim Ort vorüber. Die Katastralgemeinde erstreckt sich nach Norden bis zur Waldviertler Straße, wo eine kleine Häusergruppe von Neu-Nagelberg in der Katastralgemeinde Breitensee liegt.
Am 1. April 2020 umfasste die Ortschaft 94 Adressen.

## Siedlungsentwicklung
Zum Jahreswechsel 1979/1980 befanden sich in der Katastralgemeinde Breitensee insgesamt 82 Bauflächen mit 28.821 m² und 49 Gärten auf 40.296 m² und auch 1989/1990 waren es 82 Bauflächen. 1999/2000 war die Zahl der Bauflächen auf 223 angewachsen und 2009/2010 waren es 126 Gebäude auf 272 Bauflächen.

## Geschichte
Im Jahr 1822 wurde der Ort als Dorf mit 14 Häusern genannt, das nach Zuggers eingepfarrt war, wohin auch die Kinder eingeschult wurden. Die Herrschaft Gmünd besaß die Ortsobrigkeit, übte die Landgerichtsbarkeit aus, besorgte die Konskription und hatte die Grundherrschaft inne.
Laut Adressbuch von Österreich waren im Jahr 1938 in Breitensee zwei Gastwirte, zwei Gemischtwarenhändler, ein Schmied, ein Schuster und einige Landwirte ansässig. Im Rahmen der Niederösterreichischen Kommunalstrukturverbesserung trat im Jahr 1972 die damalige Gemeinde Eibenstein, bestehend aus Breitensee, Grillenstein  Großeibenstein, Kleineibenstein und Ludwigsthal, der Stadtgemeinde Gmünd bei.

## Landwirtschaft
Die Katastralgemeinde ist forstwirtschaftlich geprägt. 184 Hektar wurden zum Jahreswechsel 1979/1980 landwirtschaftlich genutzt und 262 Hektar waren forstwirtschaftlich geführte Waldflächen. 1999/2000 wurde auf 159 Hektar Landwirtschaft betrieben und 277 Hektar waren als forstwirtschaftlich genutzte Flächen ausgewiesen. Ende 2018 waren 124 Hektar als landwirtschaftliche Flächen genutzt und Forstwirtschaft wurde auf 294 Hektar betrieben. Die durchschnittliche Bodenklimazahl von Breitensee beträgt 20,5 (Stand 2010).

## Verkehr

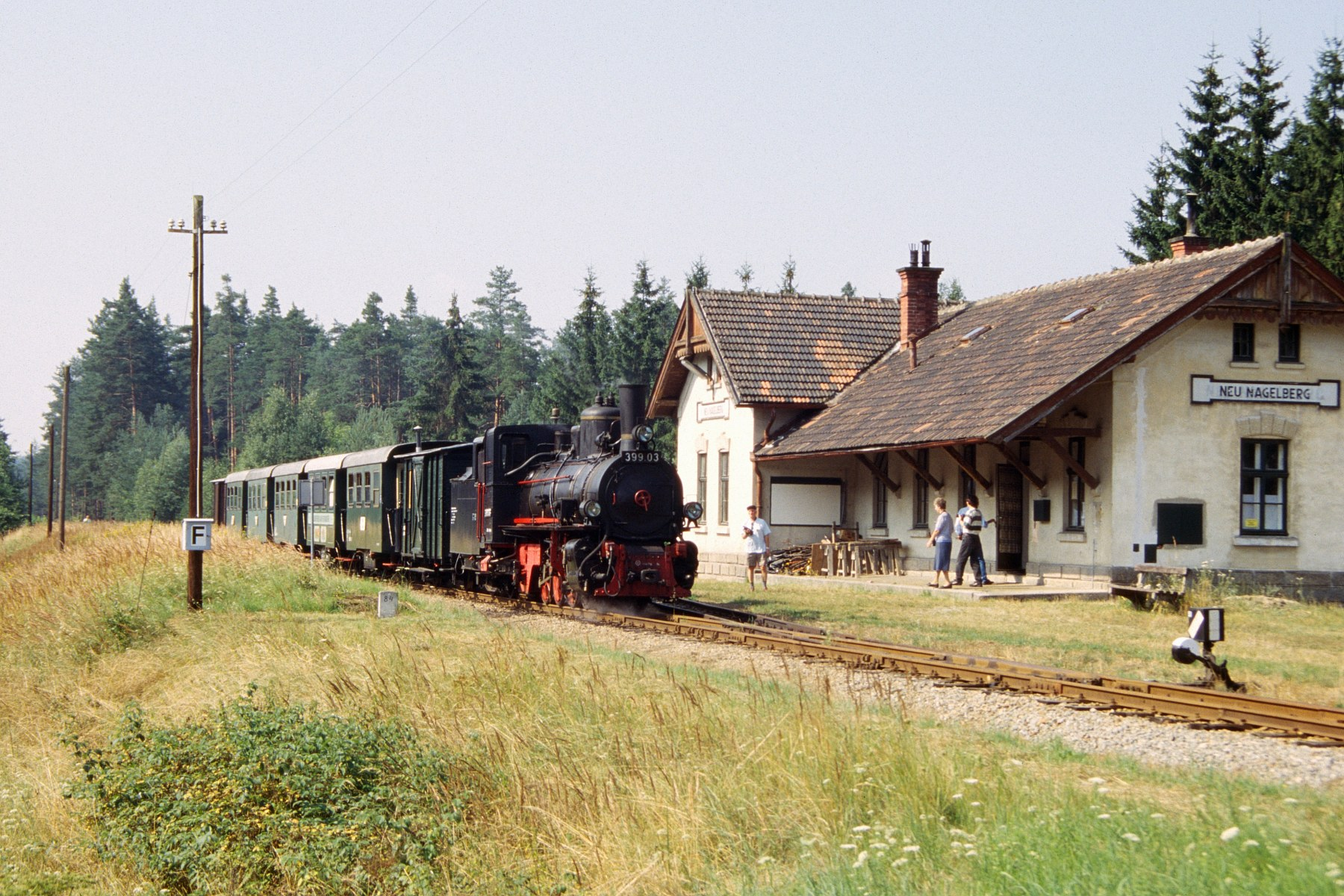
Sonderzug des WSV mit 399.03 in der Station Neu-Nagelberg

Die Waldviertler Schmalspurbahnen betreiben beim Ort die Stationen Breitensee und Breitensee Kinderwerkstatt, die heute nur mehr im Bedarfsfall angefahren werden. Auch die Station Neu-Nagelberg gehört noch knapp zu Breitensee.